# 摩根士丹利精明債券事件
摩根士丹利精明債券事件，是一件因為2007年－2009年環球金融危機，令摩根士丹利發行的信貸掛鈎票據（稱為精明債券，英文名Octave Notes）價值暴跌，因而在香港等地引致投資者不滿的事件。
精明債券在香港金融市場發行量約數百億港元。此工具成份表面上包括藍籌股、中華人民共和國債券，其實是信貸掛鉤票據。 
因為投資風險極大，此工具在美國禁止賣給非機構投資者，不過在香港並無此限制。

## 外部參考
- 大摩
  - http://www.morganstanley.com/octavenotes/ （页面存档备份，存于）
  - 譯文
- 香港商報  2009年3月11日  B6 警惕精明債券成雷曼第二[永久]
- 明報http://news.mingpao.com/20090529/gaa1.htm （页面存档备份，存于）
- 星島http://www.stnn.cc:82/fin_op/200903/t20090303_988895.html[永久]
- 新浪https://web.archive.org/web/20090210215905/http://octavenotes.mysinablog.com/